# Ned Urvoas
Pour les articles homonymes, voir Urvoas.
Ned Urvoas (dit lieutenant Utrillo), est un résistant, puis officier des Forces françaises de l'intérieur (FFI), un militant breton et un fédéraliste européen.
Il s'engage dans les brigades internationales durant la guerre d'Espagne.

## Seconde Guerre mondiale
Durant la guerre, c'est un résistant devenu lieutenant des FFI, ce qui lui valut d'être arrêté successivement par la Milice de Joseph Darnand et le SD allemand mais il s'évade sept fois.
Il entre dans le maquis de Concarneau organisé par Libération-Nord. Il y devient officier (sous le pseudonyme de lieutenant Utrillo) et est l'adjoint du colonel Berthaud qui commande le Finistère. Il est ensuite envoyé à Pont-Coblanc avec le colonel FFI Éon qui dirige les forces françaises de toute la Bretagne. Il dirige le 4e bureau d'état-major (numéro 113) et a autorité sur toutes forces militaires et de police de Bretagne.
Il passe ensuite par l'état-major des FFI au ministère de la Guerre à Paris puis à l'État-Major suprême des forces expéditionnaires alliées, le SHAEF.
Il fait ensuite la campagne d'Italie où il assiste à l'autopsie de Mussolini.
Il fut le premier officier français libre à pénétrer dans le bunker d'Hitler.
Il créa avec d'autres résistants, l'ARBED, association des anciens résistants bretons et de leurs descendants, association d'entraide et régionaliste en faveur de droits accordés à la Bretagne.

## Anti-impérialiste et fédéraliste européen
Après la guerre, il milite en faveur de la Bretagne, de sa culture, de la langue bretonne et d'une autonomie interne (au MOB), ce qui lui valut d'être diffamé (« protecteur de criminels de guerre », « fasciste de la montagne rouge ») par les communistes qui lui reprochent son travail en Yougoslavie et sa lettre ouverte au PCF qui dénonce la stalinisation du parti alors même que l'URSS amorce le dégel de Khrouchtchev :
« L'époque de la déstalinisation en Union soviétique est marquée dans l'espace français par une réaffirmation des principes staliniens qui ont fait Thorez et Duclos comme l'ensemble des autres membres du comité central du Parti communiste français.
(…)
Mais il est vrai qu'il est plus facile de qualifier tous les “déviationnistes” d'infâmes agents de l'impérialisme yankee.
Et après tout, pourquoi pas ?
Personnellement, je suis de l'avis de Khrouchtchev lorsqu'il dit que les peuples de l'Union soviétique dans leur lutte pour la libération économique doivent atteindre rapidement le niveau de vie des Américains qu'il n'hésite pas à donner en exemple. »
Il devient correspondant de guerre et couvre l'indépendance d’Israël puis l'écrasement de l'ELAS communiste (armée populaire grecque) par les Britanniques. Il travaille en Yougoslavie (où il est reçu par Tito), puis en Hongrie, où il suit l'insurrection de 1956.
Il condamne dans une lettre ouverte aux gaullistes la vision impérialiste de De Gaulle et son refus d'une Europe fédérale :
« Dites oui à l'Europe des peuples ! Vous aurez ainsi sublimé la résistance. C'est la chance qu'elle garde et que vous devez défendre avec nous.
Le nom de la France ne disparaîtra pas si aucun antagonisme n'empêche de choisir le français comme langue et culture fédérales. Vous aurez ainsi assuré son rayonnement pour des siècles. »
Lorsque le FLB commence à commettre des attentats, il est un temps accusé d'en être le chef. La DST ordonne une perquisition chez lui à Berrien. Cependant, lors de la perquisition, l'inspecteur abandonne cette accusation fantaisiste en reconnaissant chez Ned Urvoas son chef dans la résistance, le lieutenant Utrillo. À la même époque, la DST faisait effectuer des vols de reconnaissance par l'armée de l'air au-dessus de la ferme de Glenmor pour trouver des caches d'armes…

## Citations
- « La Bretagne doit être désaliénée et mise en condition de jouer, au vingt et unième siècle qui commence, le rôle que sa géographie et les développements industriels intercontinentaux lui réserve.
 Nous sommes le cœur continental du marché atlantique unissant les Amériques et l'Europe qu'il faudra bien fédérer un jour. Cette ligne de force est recoupée par l'ascendante venue au monde de la faim, ce qui ne manquera pas d'avoir son importance. »